# Divisione No. 6 (Saskatchewan)
La Divisione No. 6 è una dei diciotto divisione censuaria del Saskatchewan, Canada, così come definito da Statistics Canada. 

## Geografia
Si trova nella parte centro-meridionale della provincia.
Secondo il censimento del 2006, 220,688 persone vivevano in questa divisione. La comunità più popolosa in questa divisione è Regina, anche capoluogo provinciale.
Ha una superficie di 17,548.03 km² (6,775.33 sq mi).

## Comunità
- Comunità principali
  - Balgonie
  - Fort Qu'Appelle
  - Indian Head
  - Lumsden
  - Pilot Butte
  - Regina
  - Regina Beach
  - White City
- Municipalità rurali
  - RM No. 126 Montmartre
  - RM No. 127 Francis
  - RM No. 128 Lajord
  - RM No. 129 Bratt's Lake
  - RM No. 130 Redburn
  - RM No. 156 Indian Head
  - RM No. 157 South Qu'Appelle
  - RM No. 158 Edenwold
  - RM No. 159 Sherwood
  - RM No. 160 Pense
  - RM No. 186 Abernethy
  - RM No. 187 North Qu'Appelle
  - RM No. 189 Lumsden
  - RM No. 190 Dufferin
  - RM No. 216 Tullymet
  - RM No. 217 Lipton
  - RM No. 218 Cupar
  - RM No. 219 Longlaketon
  - RM No. 220 McKillop
  - RM No. 221 Sarnia
- Riserve
  - Assiniboine 76
  - Little Black Bear 84
  - Muscowpetung 80
  - Okanese 82
  - Pasqua 79
  - Peepeekisis 81
  - Piapot 75
  - Standing Buffalo 78
  - Star Blanket 83
  - Star Blanket 83C
  - Treaty Four Reserve Grounds 77